# Eleições legislativas regionais na Madeira em 2019
As eleições legislativas regionais na Madeira em 2019, também designadas eleições para a Assembleia Legislativa da Região Autónoma da Madeira, realizaram-se a 22 de setembro de 2019 e delas resultaram na vitória por maioria relativa do Partido Social Democrata, liderado na Madeira por Miguel Albuquerque.
A campanha eleitoral para as legislativas regionais na Madeira decorreu de 8 a 20 de setembro de 2019.

## Partidos
Os partidos e coligações que concorreram às eleições para a Assembleia legislativa da Região Autónoma da Madeira em 2019 foram os seguintes:
| Partidos | Partidos                                                                                    | Partidos  | Cabeça de lista    | Ideologia                                    | Espectro                    |
| -------- | ------------------------------------------------------------------------------------------- | --------- | ------------------ | -------------------------------------------- | --------------------------- |
|          | Partido Social Democrata                                                                    | PPD/PSD   | Miguel Albuquerque | Liberalismo clássico Conservadorismo liberal | Centro / Centro-direita     |
|          | CDS - Partido Popular                                                                       | CDS-PP    | Rui Barreto        | Democracia cristã Conservadorismo            | Centro-direita/Direita      |
|          | Partido Socialista                                                                          | PS        | Paulo Cafôfo       | Social-democracia                            | Centro-esquerda             |
|          | Partido Trabalhista Português                                                               | PTP       | Raquel Coelho      | Socialismo democrático Trabalhismo           | Centro-esquerda/Esquerda    |
|          | Juntos Pelo Povo                                                                            | JPP       | Élvio Sousa        | Liberalismo social Pega-tudo                 | Centro                      |
|          | Coligação Democrática Unitária - Partido Comunista Português - Partido Ecologista Os Verdes | PCP-PEV   | Edgar Silva        | Comunismo Ecossocialismo                     | Esquerda/Extrema-esquerda   |
|          | Bloco de Esquerda                                                                           | B.E.      | Paulino Ascenção   | Socialismo democrático                       | Esquerda / Extrema-esquerda |
|          | Aliança                                                                                     | A         | Joaquim Sousa      | Conservadorismo Liberalismo económico        | Centro-direita              |
|          | CHEGA                                                                                       | CH        | Miguel Teixeira    | Nacionalismo Populismo de direita            | Direita / Extrema-direita   |
|          | Iniciativa Liberal                                                                          | IL        | Nuno Morna         | Liberalismo clássico Liberalismo económico   | Centro                      |
|          | Partido da Terra                                                                            | MPT       | Valter Rodrigues   | Ecocapitalismo Liberalismo clássico          | Centro-direita              |
|          | Partido Unido dos Reformados e Pensionistas                                                 | PURP      | Rafael Macedo      | Anti-austeridade Direitos dos pensionistas   | Pega-tudo                   |
|          | Pessoas-Animais-Natureza                                                                    | PAN       | João Freitas       | Ambientalismo Animalismo                     | Centro-esquerda             |
|          | Partido Comunista dos Trabalhadores Portugueses                                             | PCTP/MRPP | Fernanda Calaça    | Comunismo Maoismo                            | Extrema-esquerda            |
|          | Partido Democrático Republicano                                                             | PDR       | Filipe Rebelo      | Centrismo Populismo                          | Centro                      |
|          | Partido Nacional Renovador                                                                  | PNR       | Álvaro Araújo      | Nacionalismo português Anti-imigração        | Extrema-direita             |
|          | Reagir Incluir Reciclar                                                                     | RIR       | Roberto Vieira     | Populismo Humanismo                          | Sincrético                  |

## Debates
| Debates        | Debates       | Debates       | Debates                                          | Debates                                          | Debates                                          | Debates                                          | Debates                                          | Debates                                          | Debates                                          | Debates                                          | Debates                                          | Debates                                          | Debates                                          | Debates                                          | Debates                                          | Debates                                          | Debates                                          | Debates                                          | Debates                                          | Debates                                          |   |   |          |       |
| Data           | Emissora      | Moderador(es) | C Convidado P Presente A Ausente N Não Convidado | C Convidado P Presente A Ausente N Não Convidado | C Convidado P Presente A Ausente N Não Convidado | C Convidado P Presente A Ausente N Não Convidado | C Convidado P Presente A Ausente N Não Convidado | C Convidado P Presente A Ausente N Não Convidado | C Convidado P Presente A Ausente N Não Convidado | C Convidado P Presente A Ausente N Não Convidado | C Convidado P Presente A Ausente N Não Convidado | C Convidado P Presente A Ausente N Não Convidado | C Convidado P Presente A Ausente N Não Convidado | C Convidado P Presente A Ausente N Não Convidado | C Convidado P Presente A Ausente N Não Convidado | C Convidado P Presente A Ausente N Não Convidado | C Convidado P Presente A Ausente N Não Convidado | C Convidado P Presente A Ausente N Não Convidado | C Convidado P Presente A Ausente N Não Convidado | C Convidado P Presente A Ausente N Não Convidado |   |   |          |       |
| Data           | Emissora      | Moderador(es) | PPD/ PSD                                         | PS                                               | CDS– PP                                          | CDU                                              | B.E.                                             | JPP                                              | PAN                                              | MPT                                              | A                                                | IL                                               | CH                                               | PCTP/ MRPP                                       | PDR                                              | PNR                                              | PTP                                              | PURP                                             | RIR                                              | Refs                                             |   |   |          |       |
| -------------- | ------------- | ------------- | ------------------------------------------------ | ------------------------------------------------ | ------------------------------------------------ | ------------------------------------------------ | ------------------------------------------------ | ------------------------------------------------ | ------------------------------------------------ | ------------------------------------------------ | ------------------------------------------------ | ------------------------------------------------ | ------------------------------------------------ | ------------------------------------------------ | ------------------------------------------------ | ------------------------------------------------ | ------------------------------------------------ | ------------------------------------------------ | ------------------------------------------------ | ------------------------------------------------ | - | - | -------- | ----- |
| Data           | Emissora      | Moderador(es) | 12 de setembro                                   | RTP Madeira                                      | Gil Rosa                                         | N                                                | N                                                | N                                                | N                                                | N                                                | N                                                | N                                                | P Rodrigues                                      | N                                                | N                                                | P Teixeira                                       | N                                                | P Rebelo                                         | P Araújo                                         | Refs                                             | N | N | P Vieira | [ 7 ] |
| 17 de setembro | N             | N             | N                                                | RTP Madeira                                      | Gil Rosa                                         | N                                                | N                                                | N                                                | P Freitas                                        | N                                                | P Sousa                                          | P Morna                                          | N                                                | N                                                | N                                                | N                                                | P Coelho                                         | P Macedo                                         | N                                                | [ 7 ]                                            |   |   |          |       |
| 19 de setembro | P Albuquerque | P Cafôfo      | P Barreto                                        | RTP Madeira                                      | Gil Rosa                                         | P Silva                                          | P Ascenção                                       | P Sousa                                          | N                                                | N                                                | N                                                | N                                                | N                                                | N                                                | N                                                | N                                                | N                                                | N                                                | N                                                | [ 8 ]                                            |   |   |          |       |

## Participação
| Horário | Eleitores      | Eleitores      | Eleitores |
| Horário | 2015           | 2019           | +/-       |
| ------- | -------------- | -------------- | --------- |
| 12:00   | 17,21 / 100,00 | 20,97 / 100,00 | 3,76      |
| 16:00   | 37,48 / 100,00 | 40,79 / 100,00 | 3,31      |

## Sondagens
Na tabela abaixo estão listados os resultados das sondagens numa ordem cronológica inversa, isto é, mostrando primeiro os mais recentes. O valor de maior percentagem em cada sondagem é destacado a negrito e com o fundo da cor do partido em questão. Os resultados das sondagens estão com a data do levantamento, não com a data da sua publicação.
| Instituto de sondagem | Data de realização | Tamanho amostral | PSD          | CDS–PP         | PS           | JPP     | CDU       | BE         | PTP       | PAN     | MPT   | A       | Outros   | Líder |   |       |       |          |     |
| --- | ------------------ | ---------------- | ------------ | -------------- | ------------ | ------- | --------- | ---------- | --------- | ------- | ----- | ------- | -------- | ----- | - | ----- | ----- | -------- | --- |
| Instituto de sondagem | Data de realização | Tamanho amostral | Eurosondagem | 15–17 Sep 2019 | 1,525        | 36.0 19 | 8.0 4     | 33.6 17/18 | 2.5 1     | 4.5 2   | 4.0 2 | 0.7 0   | Outros   | Líder | - | ? 0/1 | ? 0/1 | 10.7 0/1 | 2.4 |
| Intercampus | 2–16 Sep 2019      | 1,503            | 39.0 21      | 9.3 5          | 33.1 17      | 3.4 1   | 3.9 2     | 2.2 1      | -         | -       | -     | -       | 9.1 0    | 5.9   |   |       |       |          |     |
| UCP-CESOP | 14–15 Sep 2019     | 1,375            | 38 19/23     | 5 2/3          | 29 14/18     | 4 2/3   | 3 1/2     | 5 2/3      | -         | 1.5 0/1 | 2 1   | 1.5 0/1 | 11 0     | 9     |   |       |       |          |     |
| Eurosondagem | 21–24 Jul 2019     | 1,519            | 33.3 18/19   | 7.1 3/4        | 31.9 17/18   | 4.2 2   | 4.0 2     | 6.9 3/4    | 0.5 0     | -       | -     | -       | 12.0 0/1 | 1.4   |   |       |       |          |     |
| Eurosondagem Projeção de assentos | 14.09.19–15.09.19  | 1,357            | 38           | 5              | 29           | 4       | 3         | 2          | _         | 1,5     | 1,5   | N/A     | 16       | 9     |   |       |       |          |     |
| Eleições Europeias 2019 | 26.05.19           | ?                | 37.2         | 8.1            | 25.8         | —       | 3.0       | 5.3        | 1.3       | 3.7     |       | 1,6     | 19.3     | 11.4  |   |       |       |          |     |
| CDS-PP internal Projeção de assentos | 08.02.19           | ?                | 36.0 19 / 20 | 8.0 4 / 5      | 33.0 18 / 19 | 4.0 2   | 3.0 1     | 3.0 1      | 2.0 0 / 1 |         |       |         | 11.0 –   | 3.0   |   |       |       |          |     |
| Eurosondagem Projeção de assentos | 14.01.19–17.01.19  | 1,510            | 34.7 18 / 19 | 8.0 4          | 36.9 19 / 20 | 4.8 2   | 3.6 1 / 2 | 4.0 2      | 0.9 –     |         |       |         | 7.1 –    | 2.2   |   |       |       |          |     |
| Eurosondagem Projeção de assentos | 26.11.18–28.11.18  | 748              | 34.2 18      | 10.6 5         | 33.9 18      | 6.5 3   | 3.4 1     | 4.0 2      | 1.6 –     |         |       |         | 5.8 –    | 0.3   |   |       |       |          |     |
| EuroSondagem Projeção de assentos | 07/12/2018         | ?                | 34,2 18      | 10,5 5         | 33,9 18      | 6,5 3   | 3,4 1     | 4,0 2      | 1,6 –     |         |       |         | 5,8 –    | 0,3   |   |       |       |          |     |
| Intercampus Projeção de assentos | 21/11–26/11/2018   | 400              | ? 19         | ? 2            | ? 23         | ? 2     | ? 1       | ? –        | ? –       | ? 0     | ? 0   | ? 0     | ? –      | ?     |   |       |       |          |     |
| EuroSondagem Projeção de assentos | 19/07–24/07/2018   | 1.018            | 36,3 18 / 19 | 7,1 3 / 4      | 35,7 18 / 19 | 6,0 3   | 4,8 2     | 3,9 2      | 1,2 –     |         |       |         | 5,0 –    | 0,6   |   |       |       |          |     |
| EuroSondagem Projeção de assentos | 05/02–07/02/2018   | 1.018            | 38,5 20 / 21 | 5,9 3          | 33,2 17 / 18 | 6,8 3   | 3,1 1     | 4,9 2      | 1,4 –     |         |       | 6,2 –   | 5,3      |       |   |       |       |          |     |
| EuroSondagem Projeção de assentos | 22/10–24/10/2017   | 1.017            | 36,3 19      | 6,0 3          | 33,6 17      | 6,5 3   | 4,5 2     | 4,1 2      | 2,1 1     |         |       | 6,9 –   | 2,7      |       |   |       |       |          |     |
| Eleições autárquicas 2017 | 01/10/2017         | —                | 33,6         | 9,1            | 29,1         | 10,2    | 2,4       | 0,7        | 1,7       |         | 0,6   | 13,2    | 4,5      |       |   |       |       |          |     |
| EuroSondagem Projeção de assentos | 07/06–09/06/2017   | 1.010            | 40,4 21 / 22 | 5,4 2 / 3      | 30,0 15 / 16 | 4,7 2   | 4,9 2     | 5,9 3      | 1,9 –     |         |       | 6,8 –   | 10,4     |       |   |       |       |          |     |
| EuroSondagem Projeção de assentos | 14/03–16/03/2017   | 1,017            | 38,0 20 / 21 | 8,6 4          | 27,2 14 / 15 | 4,1 2   | 5,0 2 / 3 | 6,9 3      | 1,3 –     |         |       | 8,9 –   | 10,8     |       |   |       |       |          |     |
| |                    |                  |              |                |              |         |           |            |           |         |       |         |          |       |   |       |       |          |     |
| Eleições regionais de 2015 | 29/03/2015         | —                | 44,4         | 13,7           | 11,4[a]      | 10,3    | 5,5       | 3,8        | [a]       | [a]     | [a]   |         | 10,9     | 30,7  |   |       |       |          |     |
| |                    |                  |              |                |              |         |           |            |           |         |       |         |          |       |   |       |       |          |     |
| ↑[a] PS, PTP, PAN e MPT disputaram a eleição numa coligação eleitoral chamada Mudança. A sondagem para a coligação é exibida na coluna do PS. |                    |                  |              |                |              |         |           |            |           |         |       |         |          |       |   |       |       |          |     |

## Resultados oficiais
| Partido                                 | Partido                                         | Votos   | %               | +/-    | Deputados | +/-     |
| --------------------------------------- | ----------------------------------------------- | ------- | --------------- | ------ | --------- | ------- |
|                                         | Partido Social Democrata                        | 56 448  | 39,42 / 100,00  | 4,93   | 21 / 47   | 3       |
|                                         | Partido Socialista                              | 51 207  | 35,76 / 100,00  | -      | 19 / 47   | 14      |
|                                         | CDS – Partido Popular                           | 8 246   | 5,76 / 100,00   | 7,95   | 3 / 47    | 4       |
|                                         | Juntos pelo Povo                                | 7 830   | 5,47 / 100,00   | 4,81   | 3 / 47    | 2       |
|                                         | Coligação Democrática Unitária (a)              | 2 577   | 1,80 / 100,00   | 3,74   | 1 / 47    | 1       |
|                                         | Bloco de Esquerda                               | 2 489   | 1,74 / 100,00   | 2,06   | 0 / 47    | 2       |
|                                         | Pessoas–Animais–Natureza                        | 2 095   | 1,46 / 100,00   | -      | 0 / 47    | Estável |
|                                         | Partido Unido dos Reformados e Pensionistas     | 1 766   | 1,23 / 100,00   | Novo   | 0 / 47    | Novo    |
|                                         | RIR                                             | 1 739   | 1,21 / 100,00   | Novo   | 0 / 47    | Novo    |
|                                         | Partido Trabalhista Português                   | 1 426   | 1,00 / 100,00   | -      | 0 / 47    | 1       |
|                                         | Aliança                                         | 766     | 0,53 / 100,00   | Novo   | 0 / 47    | Novo    |
|                                         | Iniciativa Liberal                              | 762     | 0,53 / 100,00   | Novo   | 0 / 47    | Novo    |
|                                         | CHEGA!                                          | 619     | 0,43 / 100,00   | Novo   | 0 / 47    | Novo    |
|                                         | Partido Democrático Republicano                 | 603     | 0,42 / 100,00   | Novo   | 0 / 47    | Novo    |
|                                         | Partido Comunista dos Trabalhadores Portugueses | 601     | 0,42 / 100,00   | 1,25   | 0 / 47    | Estável |
|                                         | Partido da Terra                                | 506     | 0,35 / 100,00   | -      | 0 / 47    | Estável |
|                                         | Partido Nacional Renovador                      | 274     | 0,19 / 100,00   | 0,63   | 0 / 47    | Estável |
| Votos Inválidos                         | Votos Inválidos                                 | 3 236   | 2,26 / 100,00   | 2,02   |           |         |
| Total                                   | Total                                           | 143 190 | 100,00 / 100,00 |        | 47 / 47   |         |
| Eleitorado/Participação                 | Eleitorado/Participação                         | 257 967 | 55,51 / 100,00  | 5,84   |           |         |
| Fonte                                   | Fonte                                           | [ 10 ]  | [ 10 ]          | [ 10 ] | [ 10 ]    | [ 10 ]  |
| (a) Coligação eleitoral entre PCP e PEV |                                                 |         |                 |        |           |         |

## Resultados por concelho

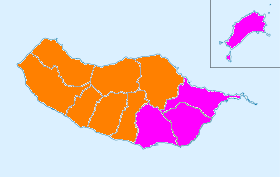
Partido mais votado por Concelho
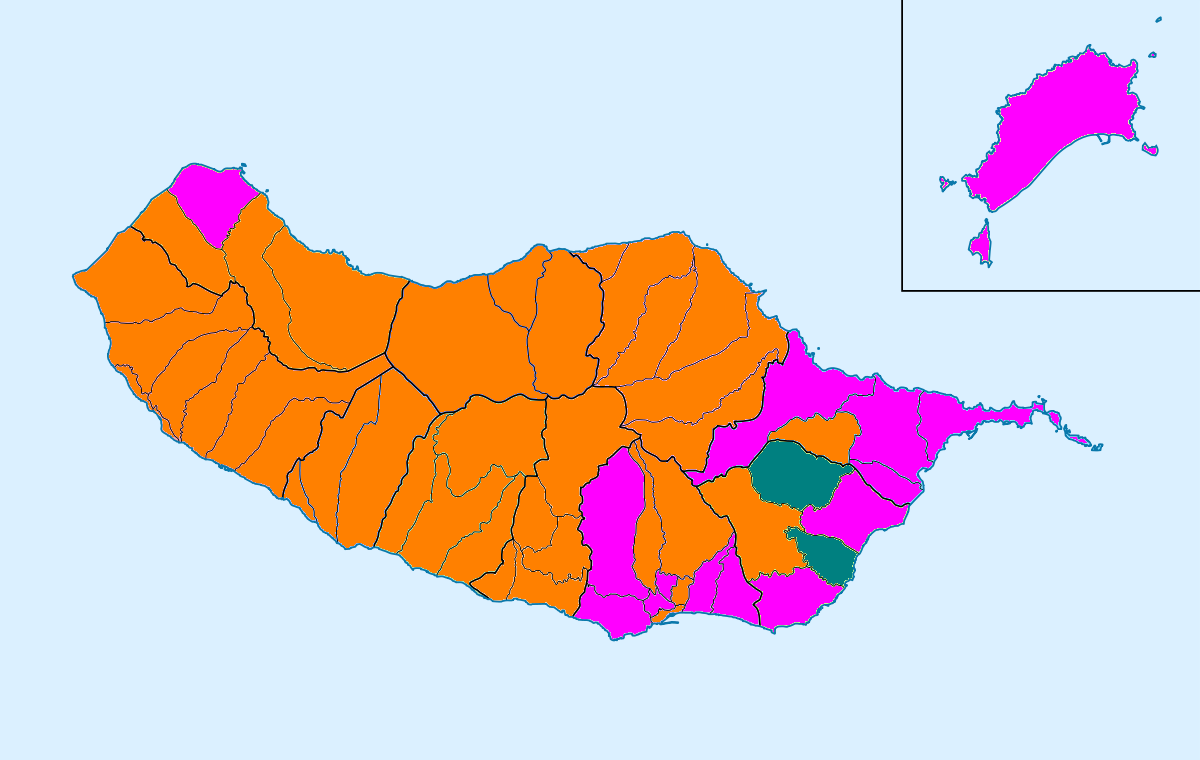
Partido mais votado por Freguesia

### Calheta
| Partido                 | Partido                     | Votos  | %               | +/-   |
| ----------------------- | --------------------------- | ------ | --------------- | ----- |
|                         | Partido Social Democrata    | 3 778  | 56,29 / 100,00  | 4,07  |
|                         | Partido Socialista          | 1 794  | 26,73 / 100,00  | -     |
|                         | CDS – Partido Popular       | 569    | 8,48 / 100,00   | 11,37 |
|                         | Outros (com menos de 1,00%) | 423    | 6,29 / 100,00   |       |
| Votos Inválidos         | Votos Inválidos             | 148    | 2,21 / 100,00   | 1,98  |
| Total                   | Total                       | 6 712  | 100,00 / 100,00 |       |
| Eleitorado/Participação | Eleitorado/Participação     | 12 243 | 54,82 / 100,00  | 4,82  |

### Câmara de Lobos
| Partido                 | Partido                                     | Votos  | %               | +/-  |
| ----------------------- | ------------------------------------------- | ------ | --------------- | ---- |
|                         | Partido Social Democrata                    | 7 838  | 46,71 / 100,00  | 1,75 |
|                         | Partido Socialista                          | 4 696  | 27,99 / 100,00  | -    |
|                         | CDS – Partido Popular                       | 1 240  | 7,39 / 100,00   | 9,00 |
|                         | RIR                                         | 362    | 2,16 / 100,00   | Novo |
|                         | Bloco de Esquerda                           | 322    | 1,92 / 100,00   | 1,71 |
|                         | Coligação Democrática Unitária              | 315    | 1,88 / 100,00   | 3,54 |
|                         | Juntos pelo Povo                            | 277    | 1,65 / 100,00   | 3,59 |
|                         | Pessoas–Animais–Natureza                    | 247    | 1,47 / 100,00   | -    |
|                         | Partido Unido dos Reformados e Pensionistas | 223    | 1,33 / 100,00   | Novo |
|                         | Partido Trabalhista Português               | 216    | 1,29 / 100,00   | -    |
|                         | Outros (com menos de 1,00%)                 | 611    | 3,63 / 100,00   |      |
| Votos Inválidos         | Votos Inválidos                             | 432    | 2,57 / 100,00   | 2,27 |
| Total                   | Total                                       | 16 779 | 100,00 / 100,00 |      |
| Eleitorado/Participação | Eleitorado/Participação                     | 32 621 | 51,44 / 100,00  | 4,57 |

### Funchal
| Partido                 | Partido                                     | Votos   | %               | +/-  |
| ----------------------- | ------------------------------------------- | ------- | --------------- | ---- |
|                         | Partido Socialista                          | 23 561  | 39,00 / 100,00  | -    |
|                         | Partido Social Democrata                    | 22 408  | 37,09 / 100,00  | 5,40 |
|                         | CDS – Partido Popular                       | 3 466   | 5,74 / 100,00   | 7,37 |
|                         | Juntos pelo Povo                            | 1 531   | 2,53 / 100,00   | 4,16 |
|                         | Coligação Democrática Unitária              | 1 529   | 2,53 / 100,00   | 5,51 |
|                         | Bloco de Esquerda                           | 1 327   | 2,20 / 100,00   | 2,54 |
|                         | Pessoas–Animais–Natureza                    | 1 142   | 1,89 / 100,00   | -    |
|                         | RIR                                         | 798     | 1,32 / 100,00   | Novo |
|                         | Partido Unido dos Reformados e Pensionistas | 697     | 1,15 / 100,00   | Novo |
|                         | Partido Trabalhista Português               | 691     | 1,14 / 100,00   | -    |
|                         | Outros (com menos de 1,00%)                 | 1 939   | 3,22 / 100,00   |      |
| Votos Inválidos         | Votos Inválidos                             | 1 320   | 2,19 / 100,00   | 2,00 |
| Total                   | Total                                       | 60 409  | 100,00 / 100,00 |      |
| Eleitorado/Participação | Eleitorado/Participação                     | 106 971 | 56,47 / 100,00  | 6,51 |

### Machico
| Partido                 | Partido                     | Votos  | %               | +/-  |
| ----------------------- | --------------------------- | ------ | --------------- | ---- |
|                         | Partido Socialista          | 5 454  | 48,08 / 100,00  | -    |
|                         | Partido Social Democrata    | 3 918  | 34,54 / 100,00  | 9,43 |
|                         | Juntos pelo Povo            | 442    | 3,90 / 100,00   | 5,07 |
|                         | CDS – Partido Popular       | 393    | 3,46 / 100,00   | 7,09 |
|                         | Bloco de Esquerda           | 174    | 1,53 / 100,00   | 1,98 |
|                         | Outros (com menos de 1,00%) | 725    | 6,40 / 100,00   |      |
| Votos Inválidos         | Votos Inválidos             | 237    | 2,09 / 100,00   | 1,72 |
| Total                   | Total                       | 11 343 | 100,00 / 100,00 |      |
| Eleitorado/Participação | Eleitorado/Participação     | 20 833 | 54,45 / 100,00  | 4,67 |

### Ponta de Sol
| Partido                 | Partido                                     | Votos | %               | +/-   |
| ----------------------- | ------------------------------------------- | ----- | --------------- | ----- |
|                         | Partido Social Democrata                    | 2 581 | 50,39 / 100,00  | 3,29  |
|                         | Partido Socialista                          | 1 755 | 34,26 / 100,00  | -     |
|                         | CDS – Partido Popular                       | 321   | 6,27 / 100,00   | 10,71 |
|                         | Partido Unido dos Reformados e Pensionistas | 58    | 1,13 / 100,00   | Novo  |
|                         | Outros (com menos de 1,00%)                 | 322   | 6,31 / 100,00   |       |
| Votos Inválidos         | Votos Inválidos                             | 85    | 1,66 / 100,00   | 2,16  |
| Total                   | Total                                       | 5 122 | 100,00 / 100,00 |       |
| Eleitorado/Participação | Eleitorado/Participação                     | 9 906 | 51,71 / 100,00  | 6,80  |

### Porto Moniz
| Partido                 | Partido                     | Votos | %               | +/-   |
| ----------------------- | --------------------------- | ----- | --------------- | ----- |
|                         | Partido Social Democrata    | 937   | 47,76 / 100,00  | 0,66  |
|                         | Partido Socialista          | 875   | 44,60 / 100,00  | -     |
|                         | CDS – Partido Popular       | 47    | 2,40 / 100,00   | 5,01  |
|                         | Outros (com menos de 1,00%) | 68    | 3,46 / 100,00   |       |
| Votos Inválidos         | Votos Inválidos             | 35    | 1,79 / 100,00   | 2,11  |
| Total                   | Total                       | 1 962 | 100,00 / 100,00 |       |
| Eleitorado/Participação | Eleitorado/Participação     | 3 053 | 64,26 / 100,00  | 10,65 |

### Porto Santo
| Partido                 | Partido                     | Votos | %               | +/-   |
| ----------------------- | --------------------------- | ----- | --------------- | ----- |
|                         | Partido Socialista          | 1 547 | 50,75 / 100,00  | -     |
|                         | Partido Social Democrata    | 1 089 | 35,73 / 100,00  | 19,22 |
|                         | CDS – Partido Popular       | 107   | 3,51 / 100,00   | 4,95  |
|                         | Juntos pelo Povo            | 39    | 1,28 / 100,00   | 3,20  |
|                         | CHEGA!                      | 34    | 1,12 / 100,00   | Novo  |
|                         | Bloco de Esquerda           | 33    | 1,08 / 100,00   | 0,93  |
|                         | Outros (com menos de 1,00%) | 121   | 3,98 / 100,00   |       |
| Votos Inválidos         | Votos Inválidos             | 78    | 2,56 / 100,00   | 1,64  |
| Total                   | Total                       | 3 048 | 100,00 / 100,00 |       |
| Eleitorado/Participação | Eleitorado/Participação     | 5 152 | 59,16 / 100,00  | 9,01  |

### Ribeira Brava
| Partido                 | Partido                                     | Votos  | %               | +/-   |
| ----------------------- | ------------------------------------------- | ------ | --------------- | ----- |
|                         | Partido Social Democrata                    | 3 567  | 47,90 / 100,00  | 2,15  |
|                         | Partido Socialista                          | 2 244  | 30,13 / 100,00  | -     |
|                         | CDS – Partido Popular                       | 346    | 4,65 / 100,00   | 12,51 |
|                         | Partido Unido dos Reformados e Pensionistas | 327    | 4,39 / 100,00   | Novo  |
|                         | Juntos pelo Povo                            | 129    | 1,73 / 100,00   | 3,82  |
|                         | RIR                                         | 105    | 1,41 / 100,00   | Novo  |
|                         | Pessoas–Animais–Natureza                    | 94     | 1,26 / 100,00   | -     |
|                         | Bloco de Esquerda                           | 92     | 1,24 / 100,00   | 2,43  |
|                         | Coligação Democrática Unitária              | 76     | 1,02 / 100,00   | 2,64  |
|                         | Outros (com menos de 1,00%)                 | 259    | 3,48 / 100,00   |       |
| Votos Inválidos         | Votos Inválidos                             | 208    | 2,79 / 100,00   | 2,16  |
| Total                   | Total                                       | 7 447  | 100,00 / 100,00 |       |
| Eleitorado/Participação | Eleitorado/Participação                     | 13 944 | 53,41 / 100,00  | 6,89  |

### Santa Cruz
| Partido                 | Partido                                     | Votos  | %               | +/-  |
| ----------------------- | ------------------------------------------- | ------ | --------------- | ---- |
|                         | Partido Socialista                          | 7 035  | 30,65 / 100,00  | -    |
|                         | Partido Social Democrata                    | 6 764  | 29,47 / 100,00  | 4,63 |
|                         | Juntos pelo Povo                            | 5 247  | 22,86 / 100,00  | 9,82 |
|                         | CDS – Partido Popular                       | 999    | 4,35 / 100,00   | 3,94 |
|                         | Coligação Democrática Unitária              | 354    | 1,54 / 100,00   | 2,61 |
|                         | Bloco de Esquerda                           | 346    | 1,51 / 100,00   | 1,58 |
|                         | Pessoas–Animais–Natureza                    | 338    | 1,47 / 100,00   | -    |
|                         | Partido Trabalhista Português               | 239    | 1,04 / 100,00   | -    |
|                         | Partido Unido dos Reformados e Pensionistas | 229    | 1,00 / 100,00   | Novo |
|                         | Outros (com menos de 1,00%)                 | 895    | 3,90 / 100,00   |      |
| Votos Inválidos         | Votos Inválidos                             | 508    | 2,21 / 100,00   | 2,36 |
| Total                   | Total                                       | 22 954 | 100,00 / 100,00 |      |
| Eleitorado/Participação | Eleitorado/Participação                     | 39 355 | 58,33 / 100,00  | 5,32 |

### Santana
| Partido                 | Partido                                     | Votos | %               | +/-   |
| ----------------------- | ------------------------------------------- | ----- | --------------- | ----- |
|                         | Partido Social Democrata                    | 1 830 | 42,40 / 100,00  | 2,40  |
|                         | Partido Socialista                          | 1 300 | 30,12 / 100,00  | -     |
|                         | CDS – Partido Popular                       | 644   | 14,92 / 100,00  | 16,42 |
|                         | Coligação Democrática Unitária              | 59    | 1,37 / 100,00   | 1,52  |
|                         | Bloco de Esquerda                           | 55    | 1,27 / 100,00   | 0,97  |
|                         | Juntos pelo Povo                            | 53    | 1,23 / 100,00   | 1,98  |
|                         | RIR                                         | 47    | 1,09 / 100,00   | Novo  |
|                         | Partido Unido dos Reformados e Pensionistas | 46    | 1,07 / 100,00   | Novo  |
|                         | Outros (com menos de 1,00%)                 | 163   | 3,78 / 100,00   |       |
| Votos Inválidos         | Votos Inválidos                             | 119   | 2,76 / 100,00   | 0,66  |
| Total                   | Total                                       | 4 316 | 100,00 / 100,00 |       |
| Eleitorado/Participação | Eleitorado/Participação                     | 7 816 | 55,22 / 100,00  | 2,69  |

### São Vicente
| Partido                 | Partido                     | Votos | %               | +/-   |
| ----------------------- | --------------------------- | ----- | --------------- | ----- |
|                         | Partido Social Democrata    | 1 738 | 56,10 / 100,00  | 1,34  |
|                         | Partido Socialista          | 946   | 30,54 / 100,00  | -     |
|                         | CDS – Partido Popular       | 114   | 3,68 / 100,00   | 12,52 |
|                         | Bloco de Esquerda           | 34    | 1,10 / 100,00   | 1,62  |
|                         | Outros (com menos de 1,00%) | 200   | 6,45 / 100,00   |       |
| Votos Inválidos         | Votos Inválidos             | 66    | 2,13 / 100,00   | 1,45  |
| Total                   | Total                       | 3 098 | 100,00 / 100,00 |       |
| Eleitorado/Participação | Eleitorado/Participação     | 6 073 | 51,01 / 100,00  | 4,71  |